# Kaisersbach
Kaisersbach ist eine Gemeinde im Rems-Murr-Kreis in Baden-Württemberg. Sie gehört zur Region Stuttgart (bis 1992 Region Mittlerer Neckar).

## Geografie

### Lage
Kaisersbach hat Anteil an den Naturräumen Schwäbisch-Fränkische Waldberge sowie Schurwald und Welzheimer Wald. Beide zählen zum Schwäbischen Keuper-Lias-Land.

### Gemeindegliederung
Zur Gemeinde Kaisersbach gehören 43 räumlich getrennt gelegene Dörfer, Weiler, Höfe und Häuser; das Dorf Kaisersbach, die Weiler Birkhof, Bruch, Cronhütte, Ebersberg, Ebni, Eulenhof, Gebenweiler, Gebenweiler-Gehren, Gmeinweiler, Menzles, Mönchhof, Schadberg, Schillinghof, Strohhof, Täle, Weidenbach, Ziegelhütte, die Höfe Brandhöfle, Ebersbergmühle, Fratzenklingenhof, Fratzenwiesenhof, Gallenhöfle, Hägerhof, Kellerklinghöfle, Killenhof, Rotbachhöfle, Rotenmad, Sägbühl, Schmalenberg, Silberhäusle, Spatzenhof und die Wohnplätze Gebenweiler Sägmühle, Grairich, Grasgehren, Heppichgehren, Höfenäckerle, Kaltenbronnhof, Klingenmühlhöfle, Menzlesmühle, Voggenmühlhöfle, Weidenhof, Weidenhofer Sägmühle und Wiesensteighof.
Der Fuchshof bei Ebni wird zum Kaltenbronnhof gezählt.

### Wüstungen
Auf dem Gebiet der Gemeinde Kaisersbach liegt der abgegangene Weiler Gauchhausen und die ehemaligen Wohnplätze Alte Weidenhofer Sägmühle, Holzbuckel, Hofstatt, die Östliche Hägerhofer Sägmühle, Salbengehren sowie die Schmalenberger Sägmühle. Das Gelände des ehemaligen Salbengehren dient heute als Jugendzeltlager.

### Flächenaufteilung
Nach Daten des Statistischen Landesamtes, Stand 2014.

## Geschichte
Kaisersbach wurde 1375 im Zusammenhang mit einer Übereignung aus staufischem Besitz an das Kloster Adelberg erstmals als Kaiserspuch erwähnt. Der Name erinnert an einen ausgedehnten Reichswald, welcher überwiegend aus Buchen bestand. Auch heute ist das Gemeindegebiet noch zur Hälfte mit Wald bedeckt. Es ist eine schwefelhaltige Heilquelle und eine Badstube in Kaisersbach urkundlich nachgewiesen. Einer alten Sage nach soll Kaiser Friedrich I. Barbarossa in Kaisersbach gebadet haben. Von einer Burg in Kaisersbach haben sich nur spärliche archivalische Belege erhalten. Der Ortsteil Schadberg wurde bereits 1271 als Schadeburg genannt. Die Gaugrafen des Nibelgaus sollen hier auf der Schadburg residiert haben. Im Jahre 1382 erwarb das Kloster Adelberg den örtlichen den Besitz der Truchsessen von Stetten und übte daraufhin alle Obrigkeitsrechte vor Ort aus. Während der Reformation wurde Kaisersbach württembergisch und gehörte fortan zum neu gegründeten Klosteramt Adelberg. Nach der Reformation wurden die Kapellen in Gebenweiler (St. Marien) und in Schadberg (St. Ulrich) abgebrochen. Im Ortsteil Cronhütte befand sich im 16. Jahrhundert eine bedeutende Glashütte. Bei der Umsetzung der neuen Verwaltungsgliederung im 1806 gegründeten Königreich Württemberg wurde die Gemeinde 1807 dem Oberamt Welzheim zugeordnet. Bei der Kreisreform während der NS-Zeit in Württemberg gelangte Kaisersbach 1938 zum Landkreis Waiblingen. 1945 wurde das Gebiet der amerikanischen Besatzungszone zugeschlagen und gehörte somit zum neu gegründeten Land Württemberg-Baden, das 1952 im jetzigen Bundesland Baden-Württemberg aufging. Im Jahr 1973 wurde aus den Altkreisen Backnang und Waiblingen der Rems-Murr-Kreis gebildet, dem Kaisersbach heute angehört. Die Gemeinde behielt bei der Gemeindereform ihre Selbständigkeit und konnte am 1. Januar 1973 die früheren Teilorte der Stadt Murrhardt, Weidenhof, Weidenbach und Bruch eingliedern.
In Kaisersbach spielte die Land- und Forstwirtschaft stets eine wichtige Rolle. Die Wasserversorgung und der Bau und Unterhalt der Straßen sind für die Gemeinde mit ihren 43 räumlich getrennten Ortsteilen eine große Herausforderung.

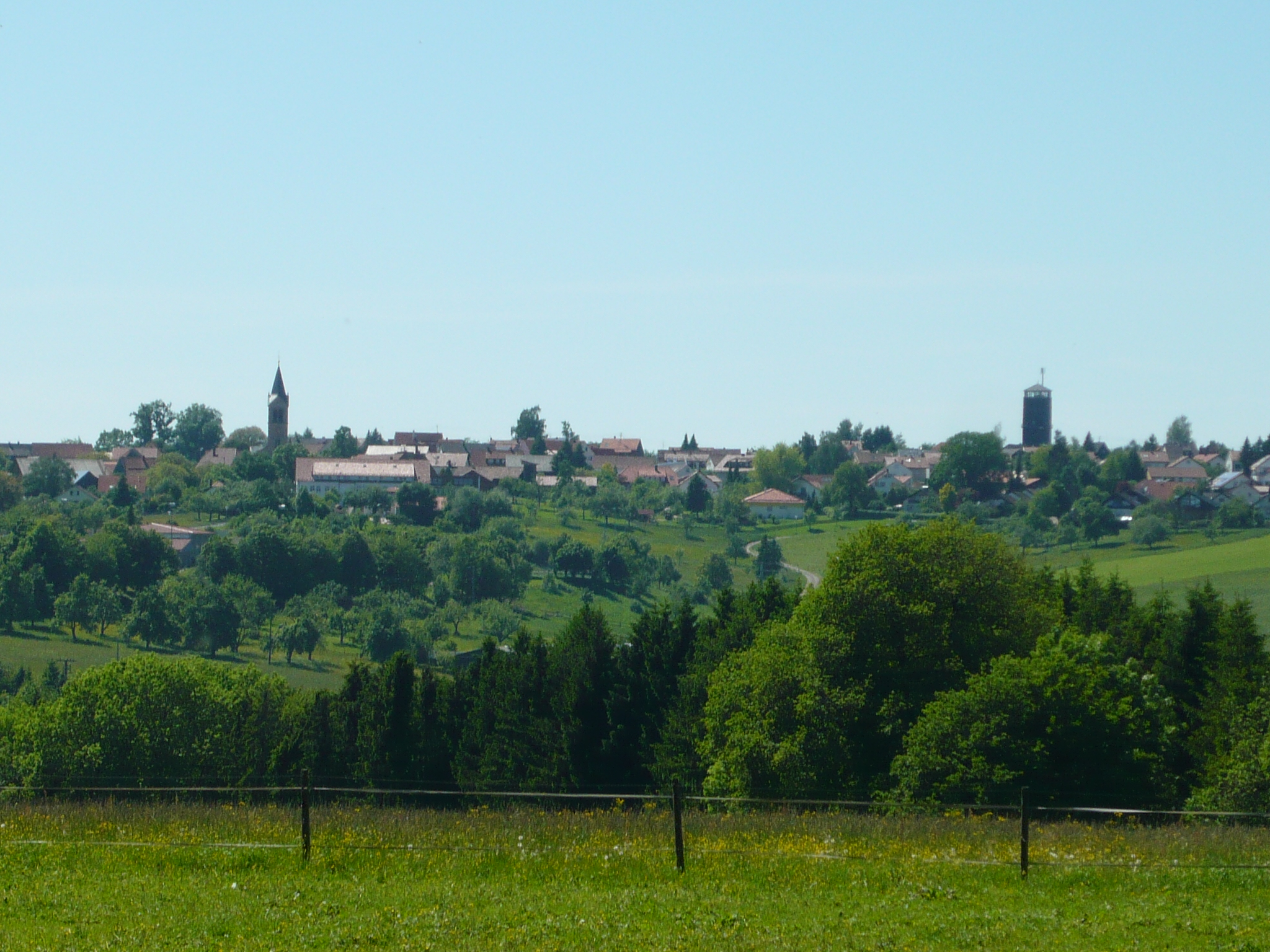
Blick auf Kaisersbach

Wegen der Erschließung der neuen Baugebiete Haldenäcker und Bühläcker wird die Einwohnerzahl in den nächsten Jahren wohl zunehmen. Weitere neue Baugebiete sind geplant.

## Kirchen

### Evangelische Kirche
Seit der Reformation ist Kaisersbach evangelisch geprägt. Die Evangelische Kirche wurde in den Jahren 1867 bis 1869 nach einem Entwurf von Theodor von Landauer unter dem Einfluss von Christian Friedrich von Leins aus Quadermauerwerk errichtet.

### Liebfrauenkirche in Gebenweiler (abgegangen)
Die Liebfrauenkirche wurde 1425 als „vnser lieben Frawen Kirchen“ erwähnt. Noch 1517 war der ehemaligen Wallfahrtskirche ein Kaplan zugewiesen. Wann die Kirche abgegangen, ist unklar. 

## Politik

### Bürgermeister
Bodo Kern war 36 Jahre lang Bürgermeister (1977 bis 2013)  Er starb unerwartet kurz nach seinem Eintritt in den Ruhestand. Zu seiner Nachfolgerin wurde Katja Müller gewählt. Am 24. Oktober 2021 wurde Michael Clauss zum Bürgermeister gewählt. Er setzte sich mit 77,59 Prozent der Stimmen gegen Amtsinhaberin Müller durch, die lediglich 16,91 Prozent der Stimmen erhielt. Er trat sein Amt am 20. Januar 2022 an.

### Gemeinderat
Der Gemeinderat in Kaisersbach hat 12 Mitglieder. Nachdem der Gemeinderat 2019 durch Mehrheitswahl gewählt worden war, fand  bei der Kommunalwahl am 9. Juni 2024 eine Listenwahl statt, die zu folgendem Ergebnis führte:
| Partei/Liste              | 2024   | 2024   |
| Partei/Liste              | Anteil | Sitze  |
| ------------------------- | ------ | ------ |
| Freie Bürger Liste        | 43,6 % | 5      |
| Aktive Wähler-Vereinigung | 56,4 % | 7      |
| Wahlbeteiligung           | 72,7 % | 72,7 % |

Der Gemeinderat besteht aus den ehrenamtlichen Gemeinderäten und dem Bürgermeister als Vorsitzendem. Der Bürgermeister ist im Gemeinderat stimmberechtigt.

## Sehenswürdigkeiten
- Naturschutzgebiet Hägelesklinge
- Ebnisee
- Welzheimer Wald
- Sommerrodelbahn

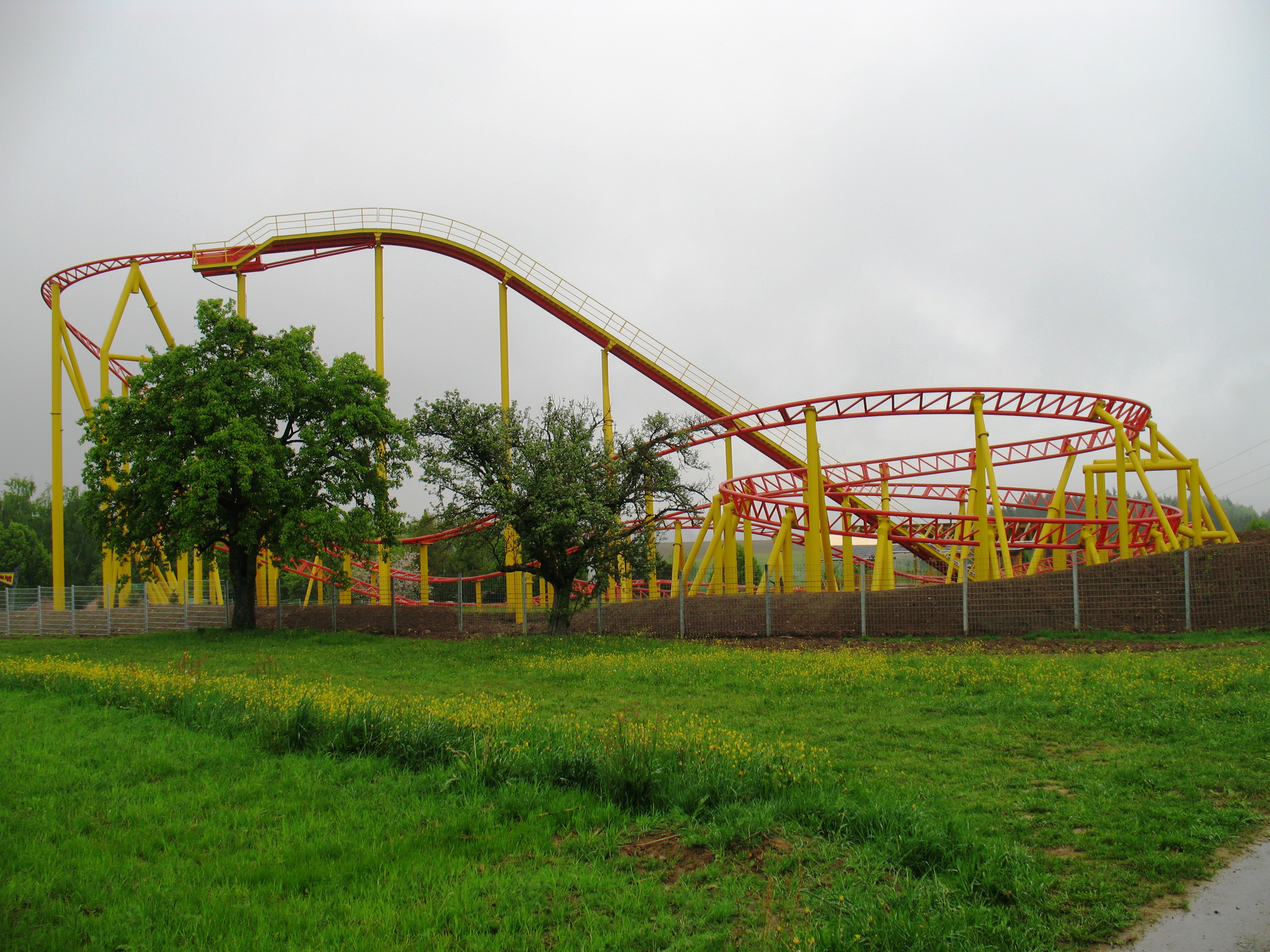
Neue Achterbahn im Schwabenpark Gmeinweiler

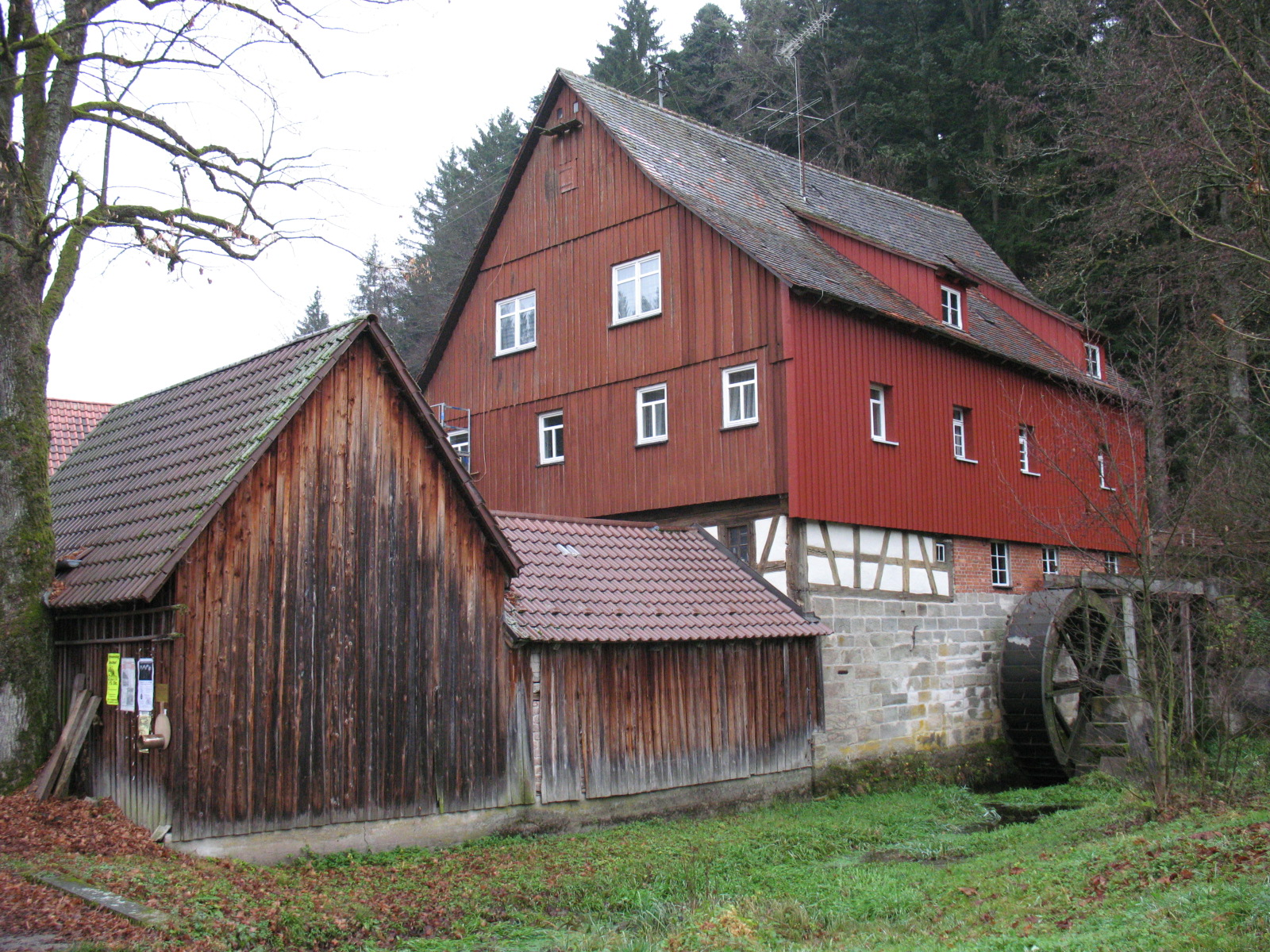
Menzlesmühle im Gauchhauser Tal

- Schwabenpark im Ortsteil Gmeinweiler
- Menzlesmühle am Mühlenwanderweg
- Gallengrotte beim Ebnisee

## Bauwerke
In Kaisersbach gibt es einen neu verkleideten Wasserturm und eine evangelische Kirche. Der Wasserturm ist nicht mehr geöffnet.

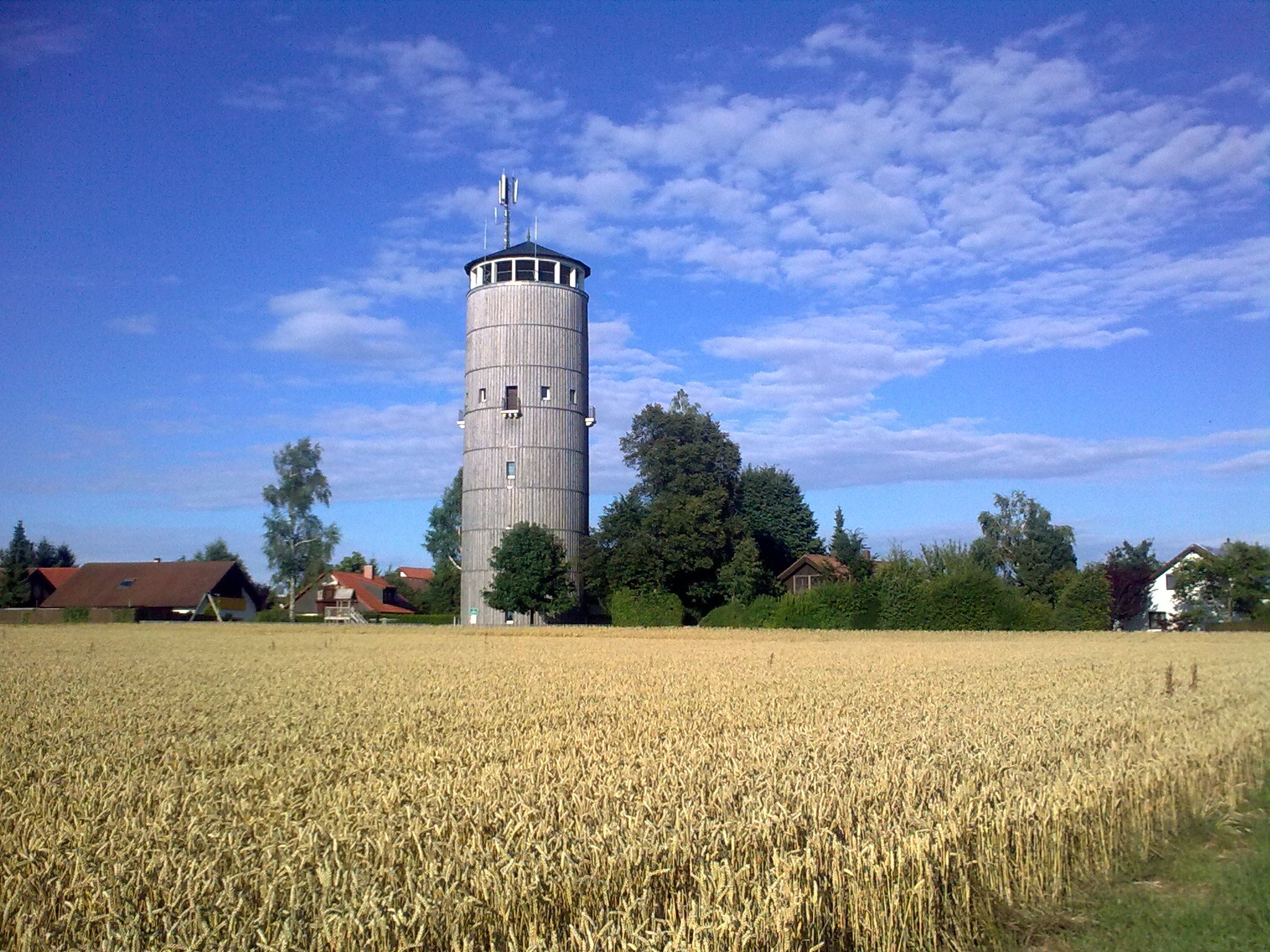
Wasserturm auf dem Hohen Bühl

## Regelmäßige Veranstaltungen
- 1. Mai Hocketse am Hüttenbühlsee
- Feuerwehrfest mit Schauübung in der Ortsmitte.
- Sandländer Sommerfest
- Country- und Westernfestival in Ebni
- Ebnisee Pferderallye

## Bildung
Kaisersbach hat eine Grundschule. Weiterführende Schulen müssen in den Nachbargemeinden (z. B. Welzheim) besucht werden. 2 km außerhalb des Ortes befindet sich im Ortsteil Mönchhof ein Schullandheim des Rems-Murr-Kreises.

## Ortsneckname
Die Dorfbewohner wurden früher von den Bewohnern der umliegenden Ortschaften als Büütel bezeichnet. Dies ist wahrscheinlich auf die gedehnte Aussprache der Vokale zurückzuführen (Sprach-Nachahmung).

## Persönlichkeiten

### Söhne und Töchter der Gemeinde
- Gotthilf Bayh (1888–1969), Politiker (SPD), Landtagsabgeordneter